# Tabagism

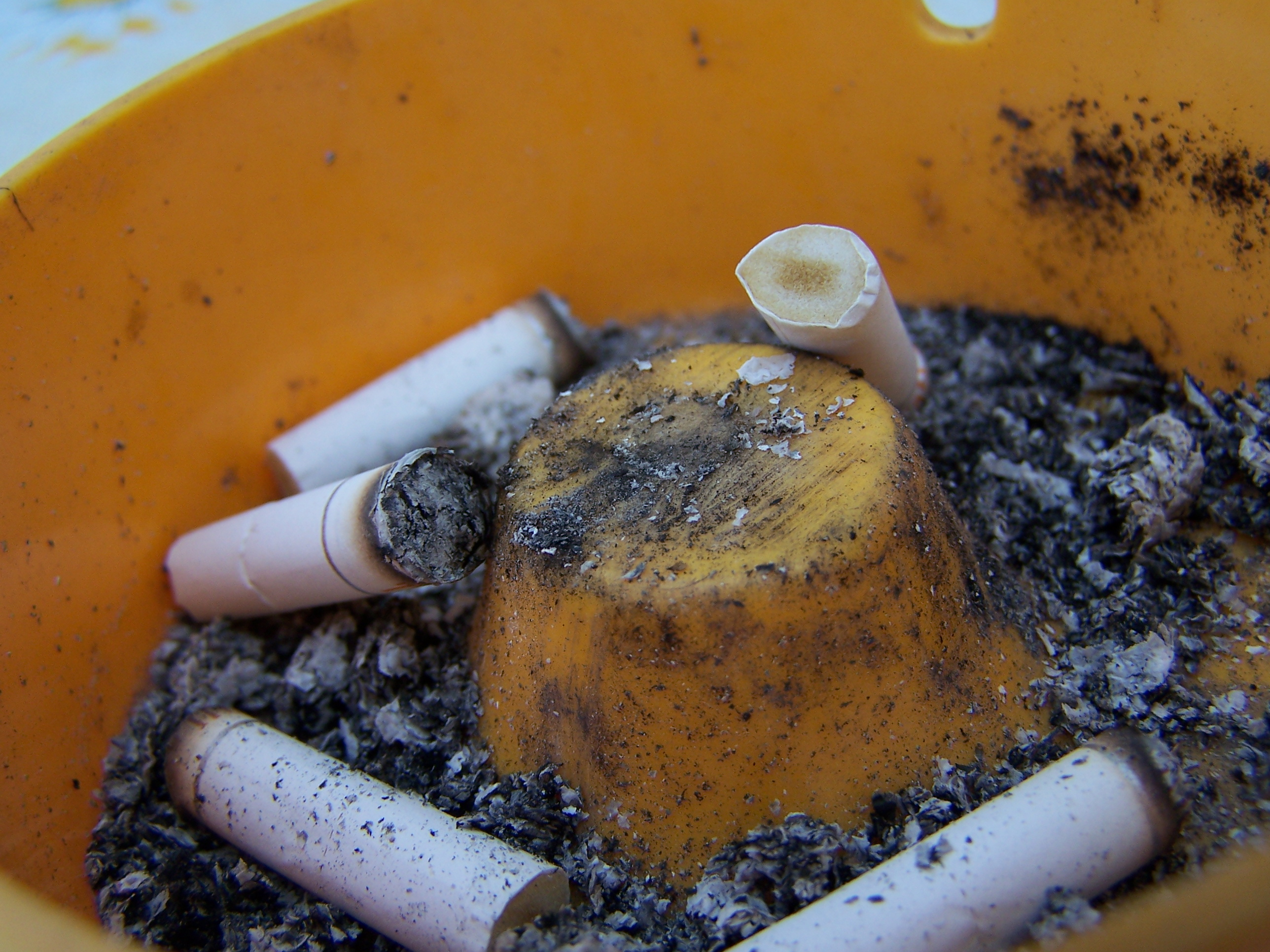

Tabagismul este o intoxicație cronică și acută cu substanțe toxice, existente în frunzele de tutun, după un consum excesiv și de lungă durată prin fumat. Actiunea nocivă a tutunului se exercită prin cele 4.000 de substanțe chimice existente în frunze, dintre care 480 sunt toxice, iar peste 30 de compuși sunt cancerigeni. Principalii compuși toxici din fumul de țigară sunt: nicotina, gudronul, monoxidul de carbon, benzopirenul, diferiți alcaloizi, crezoli, piridine si elemente radioactive (cadmiu, poloniu).
Potrivit unui studiu publicat în revista American Journal of Respiratory and Critical Care Medicine, fumatul dublează riscul de îmbolnăvire cu tuberculoză.
Tabagismul stă la originea unor boli foarte grave, îndeosebi cancere, boli cardiovasculare și boli respiratorii cronice. Alte afecțiuni legate de consumul de tutun sunt, în principal, ulcerul duodenal, ulcerul gastric, boala lui Crohn, osteoporoza și herniile cauzate de tusea fumătorilor. Se apreciază că tabagismul este cauza a 2 milioane de morți pe an în țările industrializate, dintre care aproximativ jumătate din decese survin înaintea vârstei de 65 ani. Practic, tabagismul este a doua cauză de deces la nivel mondial. Numărul estimat al fumătorilor în lume se ridică la 1,22 miliarde de fumători, din care 800 milioane în țările în curs de dezvoltare.

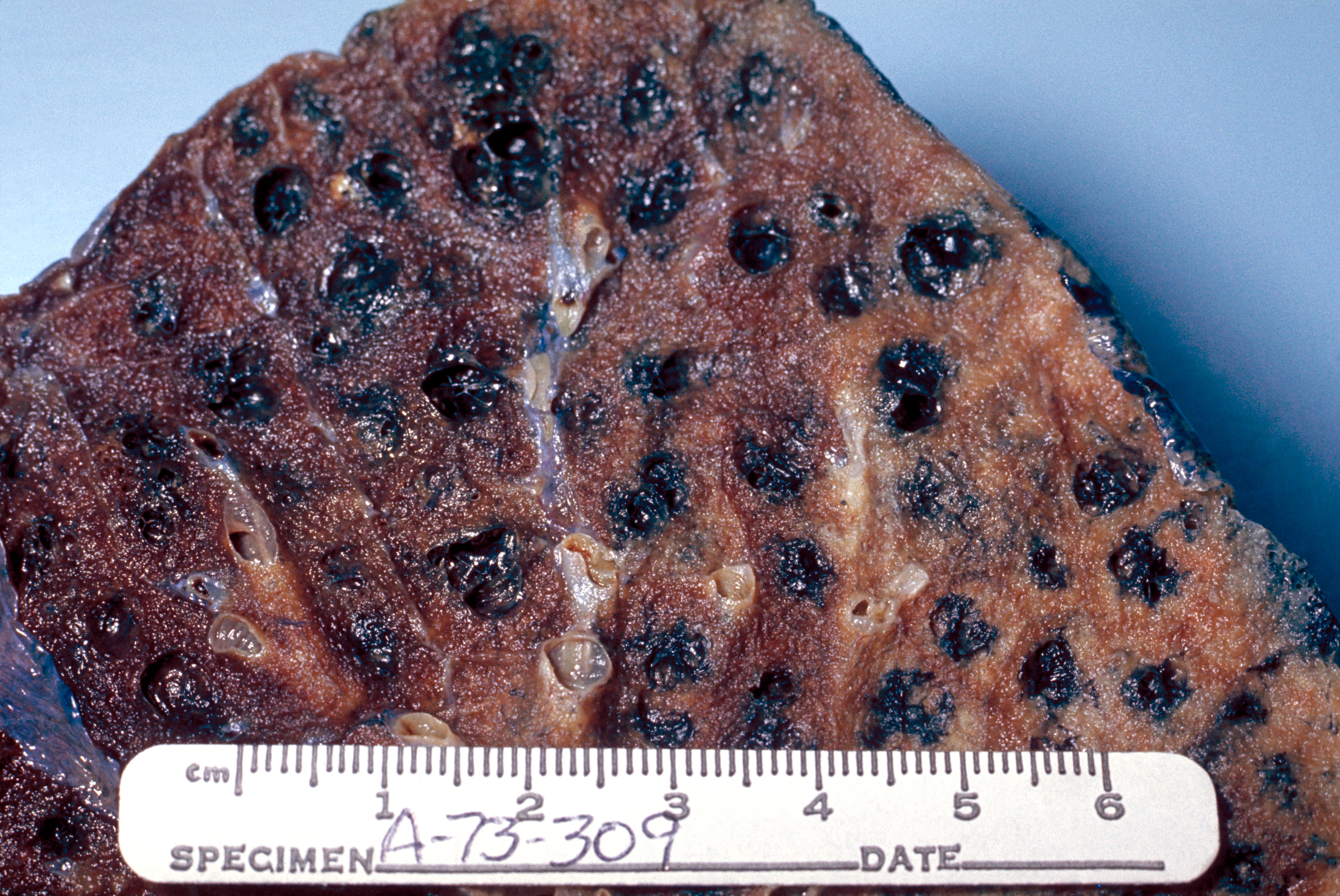
Secţiune în plămânul unui fumător, cu depuneri de gudroane

Tabagismul este un factor major de risc pentru 24 boli: cancer bucal (al limbii, gingiilor sau al planșeului bucal), faringian sau laringian - riscul este de 6 ori mai mare decat al populației nefumătoare; cancer pulmonar – fumatul este responsabil pentru 90% din cazurile de cancer pulmonar; cancer de vezică urinară – reziduurile cancerigene sau toxice sunt în parte evacuate prin urină, crescând riscurile de cancer al vezicii urinare; cancer al pancreasului; cancer renal; boli cardiovasculare (arterioscleroza, degradarea mușchiului cardiac, accident vascular cerebral, anevrism aortic) – riscul de deces prin boli coronariene este de 70% mai mare la populația fumătoare; bronșită cronică și emfizem; disfuncții erectile – riscurile sunt de două ori mai mari decât la nefumători; probleme prenatale și postnatale – avort spontan, complicații ale sarcinii, deficit de creștere fetală, sindromul morții subite a sugarului, susceptibilitate crescută la infecții, dificultăți de învatare; hipotensiune arterială; hipercolesterolemie; bronhopneumopatie cronică obstructivă; pneumonie; gripă; guturai; ulcer gastroduodenal; boli intestinale cronice (boala Crohn); carii dentare; afecțiuni ale gingiilor; osteoporoză; tulburări ale somnului; cataractă; boli tiroidiene (boala Basedow-Graves); cancer de col uterin; tulburări menstruale;probleme de fertilitate; avort spontan; disfuncții erectile (impotență).
 Încercarea de a întrerupe fumatul este dificilă, ducând, de regulă, la sevraj tabacic.
Pentru a contribui la stăvilirea acestui adevărat flagel, în anul 1987, Organizația Mondială a Sănătății a declarat data 31 mai ca Ziua mondială fără tutun, care se serbează anual în toată lumea.

## Situația în România
Conform celor mai recente statistici, în România fumatul omoară 33.000 de persoane pe an. Peste 70% dintre aceștia mor între 35 și 69 de ani.
În scopul reducerii efectelor nocive ale fumatului, în România fumatul este interzis în spații închise de la locul de muncă. În spatiile publice închise, fumatul este permis numai în camere special amenajate pentru fumat, cu respectarea unor condiții obligatorii. Se interzice comercializarea produselor din tutun în unitățile economice situate în incinta și la o distanță mai mică de 50 metri față de orice punct de acces în spitale și unități de învățamânt, cu excepția unităților de învățământ superior. Există obligativitatea de a tipări pe pachetele de țigări un avertisment și o fotografie color sau altă ilustrație care ilustrează consecințele fumatului asupra sănătății.
De asemenea, se interzice orice publicitate pentru produsele din tutun prin orice formă de comunicare comercială care are ca scop sau ca efect direct ori indirect promovarea unui produs din tutun sau a fumatului.